# Yongding
Il fiume Yongding ((ZH) ) è un corso d'acqua del nord della Cina. Esso è uno dei principali affluenti del sistema fluviale Hai He ed è meglio noto come il maggior fiume che attraversa Pechino. In anni recenti, il tratto di Pechino del fiume è andato in secca per cause ambientali. Il comune di Pechino ha investito 16 miliardi di yuan nello sforzo di sostituire il letto del fiume con un parco o con piccoli specchi di acqua.

## Geografia
Il fiume Yongding è lungo 650 chilometri e il suo bacino occupa una superficie di 47016 chilometri quadrati. Nasce nelle Montagne Guancen (管涔山), nella Contea di Ningwu, provincia Shanxi, dove ha il nome di fiume Sanggan (桑干河) e scorre verso nordest nella Mongolia Interna e quindi si dirige verso sudest nella provincia di Hebei.
Nella Contea di Huailai, forma il bacino Guanting, il bacino più grande che serve la città di Pechino e prende il nome di Yongding. Entra in Pechino attraverso le colline, a ovest della città nel distretto di Mentougou e scende nelle pianure dei distretti di Fengtai e di Daxing. Il fiume infine ritorna nella provincia di Hebei e poi in Tientsin, dove confluisce nel fiume Hai He appena prima che quest'ultimo entri nella città e sfoci nel mare di Bohai a Tanggu. Parte del fiume viene deviata prima dello sfocio nello Hai He, e sfocia direttamente nel mare di Bohai. Questo canale è chiamato Nuovo Fiume Yongding (永定新河).

## Storia
Storicamente, il fiume era noto per le sue correnti improvvise e cambi di corso. Il fiume ha assunto almeno tre cambiamenti del suo corso principale attraverso Pechino. Secondo le registrazioni storiche più recenti, il fiume originariamente scorreva verso nordest dal sottodistretto di Babaoshan verso quello che oggi è il Purple Bamboo Park nel Distretto di Haidian e nel fiume Wenyu.

### Dinastia Han occidentale

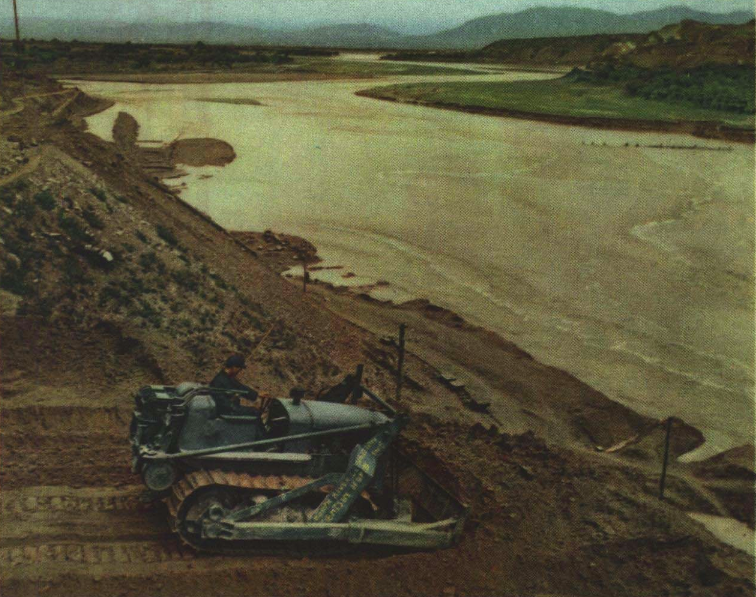
Il fiume Yongding nella stagione umida

Durante la Dinastia Han occidentale il fiume scorreva a sud da Deshengmen attraverso la periferia di Pechino, compresi Zhengyangmen, Hongqiao e il lago Longtan, prima di dirigersi a sudest. A quel tempo la città si trovava a sudovest dell'attuale centro-città. Durante la Dinastia Liao, il fiume si spostò verso sudovest nell'attuale corso, e il ponte Lugou fu costruito nel 1189. Quando Marco Polo visitò la città durante la Dinastia Yuan, egli attraversò il fiume Yongding sul ponte Lugou, che divenne noto come Ponte di Marco Polo.

### Dinastia Qing
Il fiume era noto colloquialmente come fiume Wuding o "fiume dell'Instabilità."
Nel 1698, il governo dell'imperatore Kangxi, appartenente alla dinastia Qing rinforzò le rive del fiume, del quale rese permanente il corso. Quindi esso divenne noto come il Fiume Yongding o il "Fiume dell'Eterna Stabilità."